# 土橋宏由樹
土橋 宏由樹（どばし ひろゆき、1977年11月27日 - ）は、山梨県甲府市出身の元サッカー選手。ポジションはミッドフィルダー。
ヴァンフォーレ甲府に在籍していた土橋功は実兄。

## 来歴
高校卒業後、ドイツ留学を経て1998年にヴァンフォーレ甲府へ入団。守備的MFとしてレギュラーを獲得していたが負傷を頻発させ、年単位での出場試合数にばらつきがあった。同じ地元・山梨出身の仲田建二とともに経営危機問題に直面していた甲府を支え続けていたが、世代交代や怪我の影響により2005年は出場機会がなく、チームのJ1昇格が決まる直前に戦力外通告を受けた。なおフランチェスコ・トッティにならった「ドッティ」というニックネームはこの当時の同僚だった小倉隆史の命名。
2006年より北信越フットボールリーグ・松本山雅FCに移籍、同チームの礎を築く。開幕戦では同じく甲府より入団した白尾秀人とのコンビで昨年度優勝の長野エルザSC（現AC長野パルセイロ）を攻守に渡って圧倒するなどその力はこのランクでは傑出しており、後に信州ダービーと呼ばれる因縁の対決はこの試合より始まったとされる。また甲府時代の経験を生かし、ファン拡大のため率先して街頭活動を行うなど献身的な姿を見せていた。翌2007年にはキャプテンに就任。後期の信州ダービーでの2得点を含む13試合6得点を挙げる活躍をみせ、チームの優勝の立役者になるとともに最優秀選手賞に選ばれた。しかし全国地域リーグ決勝大会では1次ラウンド敗退しJFL昇格はならなかった。この年のオフに松本側から提示されたコーチ就任を断り、同じリーグに所属するAC長野パルセイロへ移籍した。共にJリーグ入りを目指す同県のライバルチームへの移籍は当時物議を醸し、FCバルセロナからレアル・マドリードへ移籍したルイス・フィーゴになぞらえ「北信越のフィーゴ」の異名がついた。
2008年シーズンはリーグ優勝するも再び全国地域リーグ決勝大会で敗退、続く2009年もJFL昇格はならなかった。2010年にはキャプテンに就任、山雅とパルセイロの両チームでキャプテンをつとめた初めての人物である。この年から監督に昇格した薩川了洋とのコンビでリーグ優勝。自身三度目の全国地域リーグ決勝大会で準優勝して悲願のJFL昇格を果たす。2011年シーズンも二年ぶりとなる信州ダービーで先制ゴールを決める（これがこのシーズン唯一で、現役最後のゴール）など序盤は健在振りを示すが積年の膝の故障を悪化させ、この年限りで引退する。
2012年からはAC長野のアンバサダーとして活動。同年12月16日に行われた引退試合は、彼と同時期に松本と長野に在籍した40人余りの選手による信州ダービーOB戦であった。
中盤の底でパスを振り分けるのがプレースタイルだが運動量はさほど多くはない。甲府では一時期ＤＦもこなした。引いてカウンターを狙う松本では積極的に前線に飛び出す場面が多かったが、長野ではバランサーや汚れ役として相手サポーターにブーイングを浴びるほど老獪なプレーに徹していた。
2017年より長野県長野市を拠点に活動している社会人フットサルクラブボアルース長野でGMに就任。

## 所属クラブ
- Uスポーツクラブ
- 韮崎工業高校
- ヴェルダー・ブレーメン
- 1998年 - 2005年 ヴァンフォーレ甲府
- 2006年 - 2007年 松本山雅FC
- 2008年 - 2011年 AC長野パルセイロ

## 個人成績
| 国内大会個人成績 | 国内大会個人成績 | 国内大会個人成績 | 国内大会個人成績 | 国内大会個人成績                       | 国内大会個人成績 | 国内大会個人成績 | 国内大会個人成績 | 国内大会個人成績 | 国内大会個人成績 | 国内大会個人成績 | 国内大会個人成績 |
| 年度             | クラブ           | 背番号           | リーグ           | リーグ戦                               | リーグ戦         | リーグ杯         | リーグ杯         | オープン杯       | オープン杯       | 期間通算         | 期間通算         |
| 年度             | クラブ           | 背番号           | リーグ           | 出場                                   | 得点             | 出場             | 得点             | 出場             | 得点             | 出場             | 得点             |
| 日本             | 日本             | 日本             | 日本             | リーグ戦                               | リーグ戦         | リーグ杯         | リーグ杯         | 天皇杯           | 天皇杯           | 期間通算         | 期間通算         |
| ---------------- | ---------------- | ---------------- | ---------------- | -------------------------------------- | ---------------- | ---------------- | ---------------- | ---------------- | ---------------- | ---------------- | ---------------- |
| 1998             | 甲府             |                  | 旧JFL            |                                        |                  | -                | -                |                  |                  |                  |                  |
| 1999             | 甲府             | 12               | J2               | 26                                     | 3                | 0                | 0                | 2                | 0                | 28               | 3                |
| 2000             | 甲府             | 12               | J2               | 30                                     | 3                | 2                | 0                | 4                | 0                | 36               | 3                |
| 2001             | 甲府             | 7                | J2               | 13                                     | 0                | 1                | 0                | 0                | 0                | 14               | 0                |
| 2002             | 甲府             | 7                | J2               | 26                                     | 1                | -                | -                | 1                | 0                | 27               | 1                |
| 2003             | 甲府             | 7                | J2               | 11                                     | 0                | -                | -                | 2                | 0                | 13               | 0                |
| 2004             | 甲府             | 7                | J2               | 32                                     | 1                | -                | -                | 0                | 0                | 32               | 1                |
| 2005             | 甲府             | 7                | J2               | 0                                      | 0                | -                | -                | 0                | 0                | 0                | 0                |
| 2006             | 松本             | 7                | 北信越1部        | 14                                     | 3                | -                | -                | 1                | 0                | 15               | 3                |
| 2007             | 松本             | 7                | 北信越1部        | 13                                     | 6                | -                | -                | -                | -                | 13               | 6                |
| 2008             | 長野             | 7                | 北信越1部        | 13                                     | 0                | -                | -                | -                | -                | 13               | 0                |
| 2009             | 長野             | 7                | 北信越1部        | 12                                     | 4                | -                | -                | -                | -                | 12               | 4                |
| 2010             | 長野             | 7                | 北信越1部        | 12                                     | 4                | -                | -                | -                | -                | 12               | 4                |
| 2011             | 長野             | 7                | JFL              | 18                                     | 1                | -                | -                | -                | -                | 18               | 1                |
| 通算             | 日本             | 日本             | J2               | 138                                    | 8                | 3                | 0                | 9                | 0                | 150              | 8                |
| 通算             | 日本             | 日本             | JFL              | 18                                     | 1                | -                | -                | 0                | 0                | 18               | 1                |
| 通算             | 日本             | 日本             | 旧JFL            | \|\|\|\|colspan="2"\|-\|\|\|\|\|\|\|\| |                  |                  |                  |                  |                  |                  |                  |
| 通算             | 日本             | 日本             | 北信越1部        | 64                                     | 17               | -                | -                | 1                | 0                | 65               | 17               |
| 総通算           | 総通算           | 総通算           | 総通算           | \|\|\|\|3\|\|0\|\|\|\|\|\|\|\|         |                  |                  |                  |                  |                  |                  |                  |

## 個人タイトル
- 第33回北信越フットボールリーグ最優秀選手賞
- 第35回北信越フットボールリーグアシスト王